# Crevin
Crevin é uma comuna francesa na região administrativa da Bretanha, no departamento Ille-et-Vilaine. Estende-se por uma área de 8,31 km². Em 2010 a comuna tinha 2 897 habitantes (densidade: 348,6 hab./km²).